# شکار غیرقانونی

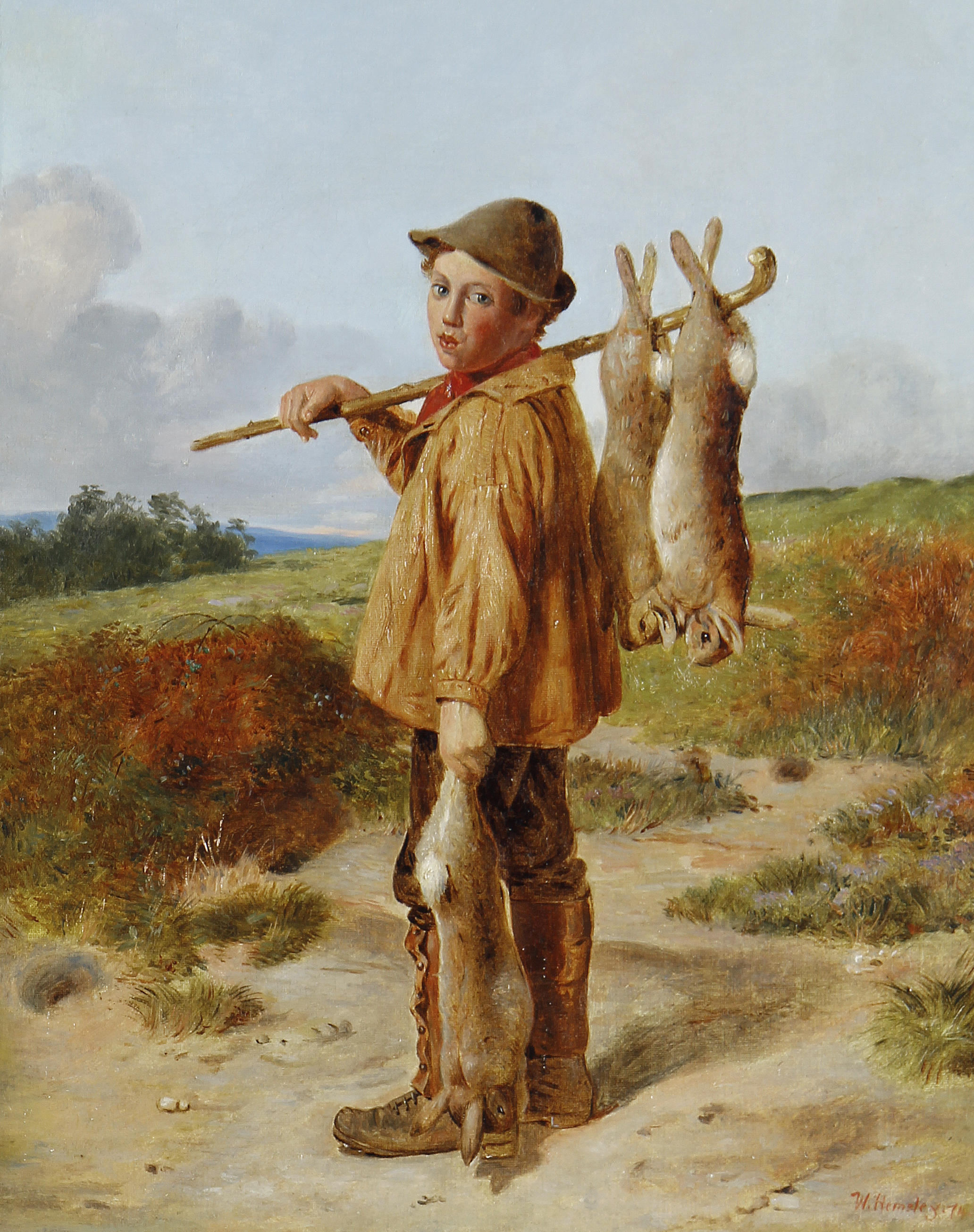
یک شکارچی غیرقانونی جوان اثر ویلیام همسلی ۱۸۷۴

شکار غیرقانونی (به انگلیسی: Poaching) اشاره به شکار، کشتن و به اسارت گرفتن جانوران دارد. تا پیش از قرن بیستم این شکارگری معمولاً توسط روستاییان فقیر برای امرار معاش صورت می‌گرفت. گرچه، سرقت حیوانات اهلی جز شکارگری محسوب نمی‌شود.